# پیتر سالیس
پیتر سالیس (انگلیسی: Peter Sallis) (زادهٔ ۱ فوریهٔ ۱۹۲۱ – درگذشتهٔ ۲ ژوئن ۲۰۱۷) یک هنرپیشه اهل بریتانیا بود. وی بین سال‌های ۱۹۴۷ تا ۲۰۱۵ میلادی فعالیت می‌کرد.
از فیلم‌ها یا برنامه‌های تلویزیونی که وی در آنها نقش داشته است، می‌توان به والاس و گرومیت: نفرین موجود خرگوش‌نما، اصلاح سه تیغ، دادگاه جزا، رنگ من کوبریک، فرانکشتاین: داستان واقعی و در انتهای دوران میانسالی اشاره کرد.